# Или, Джон
Джонатан «Джон» Или (англ. Jonathan "Jon" Eley; род. 19 августа 1984) — британский конькобежец, специализирующийся в шорт-треке. Участник зимних Олимпийских игр 2006, 2010 и 2014 годов, двукратный бронзовый призёр чемпионата мира, чемпион Европы, многократный призёр чемпионата Европы. На церемонии открытия Олимпийских игр в Сочи был знаменосцем сборной Великобритании.

## Спортивная карьера
Джон Или начал кататься на коньках в возрасте 18 месяцев в Солихалле. В возрасте 3-х лет он пошёл по стопам своего старшего брата Роба и начал заниматься хоккеем. Был членом сборной Англии по хоккею с шайбой на чемпионатах мира 1997 и 2000 годов, а также играл в крикет за команду Уорикшира до 16 лет. Он начал заниматься шорт-треком в возрасте 12 лет в Солихалле, с которым его познакомил коллега по шорт-треку Пол Стэнли. Всего через три года в августе 2000 года Джон входит в национальную сборную по шорт-треку. 
Его дебют состоялся на юниорском чемпионате мира в Чхунчхоне в 2002 году, где он стал 16-м в общем зачёте. Через год на чемпионате Европы в Санкт-Петербурге вместе с командой поднялся на 2-е место в эстафете. В январе 2004 года на юниорском чемпионате мира в Пекине выиграл серебряную медаль в беге на 500 метров и бронзовую на 1500 метров, став бронзовым призёром в общем зачёте. 
В том же году на чемпионате Европы в Зутермере занял 4-е место в беге на 500 и 1500 метров и 5-е на 1000 метров, в итоге в общем зачёте занял 8-е место. В марте Джон дебютировал на чемпионате мира в Гётеборге, где занял 16-е место в абсолютном зачёте. Он стал абсолютным чемпионом Великобритании 2005 года, где выиграл все четыре дистанции. На европейском и мировом чемпионатах он не показал высоких результатов. 
Джон дебютировал на зимних Олимпийских играх в Турине в 2006 году и занял 6-е место на дистанции 500 метров. На дистанциях 1000 и 1500 метров занял 17-е и 13-е места соответственно. В январе 2007 года на чемпионате Европы в Шеффилде он выиграл бронзовую медаль с партнёрами в эстафете. В феврале он стал первым британским фигуристом по шорт-треку, завоевавшим золото на этапе Кубка мира, заняв 1-е место на дистанции 500 метров в Херенвене. 
На чемпионате Европы в Вентспилсе 2008 года завоевал золотую медаль на дистанции 500 метров, серебряную в эстафете и занял 4-е место в общем зачёте. В феврале на кубке мира в канадском Квебеке Или занял 3-е место на дистанции 500 метров, а через год на этапах Кубка мира в Софии и Дрездене занял на 2-е места в беге на 500 метров. 2010 год Джон начал с серебряной медали на 500 метров и бронзовой в эстафете на чемпионате Европы в Дрездене. 
Он занял 6-е место на дистанции 500 метров и в эстафете, а на 1000 метров стал 18-м на зимних Олимпийских играх в Ванкувере в 2010 году. В январе 2011 года на чемпионате Европы в Херенвене вновь завоевал бронзовую медаль в эстафете, а в марте на чемпионате мира в Шеффилде занял 6-е место на дистанции 500 метров. В октябре на Кубке мира в Солт-Лейк-Сити Или выиграл на дистанции 500 метров и занял 2-е место в Шанхае в декабре.
На чемпионате Европы в Млада-Болеславе в 2012 году он выиграл очередную "бронзу" в беге на 500 метров. В 2013 году на европейском чемпионате занял в общем зачёте 11-е место и 17-е место на мировом первенстве. В 2014 году на зимних Олимпийских играх в Сочи Джон занял 7-е место на дистанции 500 метров и 25-е на 1000 метров. На чемпионате мира в Монреале завоевал бронзовую медаль в составе эстафетной команды.
Сезон 2014/15 годов он провёл скромно, заняв на чемпионате Европы 6-е место в эстафете и 17-е место в общем зачёте на чемпионате мира.
В декабре 2015 года он завершил карьеру спортсмена, став "новоиспечённым" отцом.

## Карьера тренера
Джон Или в апреле 2016 года основал и возглавил Академию GB STSS, в которой проработал до 2019 года менеджером. С 2019 по декабрь 2020 года руководитель проекта "English Institute of Sport". В настоящее время работает менеджером по выступлениям и талантам в British Ice Skating.

## Личная жизнь
Джон Или окончил Университет Лафборо в графстве Лестершир на факультете спортивных исследовании. Женат на Джоанне Уильямс, также выступала за сборную Великобритании по шорт-треку на зимних Олимпийских играх 2002 и 2006 годов. Позже работала тренером британской национальной сборной по шорт-треку. Его дядя Грэм Торрингтон является известным ди-джеем BBC West Midlands Radio, известным своим шоу «Поздняя ночная любовь». Джон увлекается гольфом, крикетом, просмотром телевизора. 